# Medlice
Medlice (en allemand : Medlitz) est une commune du district de Znojmo, dans la région de Moravie-du-Sud, en République tchèque. Sa population s'élevait à 172 habitants en 2020.

## Géographie
Medlice se trouve à 15 km à l'ouest-sud-ouest de Moravský Krumlov, à 18 km au nord-nord-est de Znojmo, à 42 km au sud-ouest de Brno et à 171 km au sud-est de Prague.
La commune est limitée par Přeskače au nord-ouest, par Horní Kounice au nord-est, par Trstěnice à l'est, par Višňové au sud et par Křepice au sud-ouest.

## Histoire
La première mention écrite de la localité date de 1348.